# Thames Ditton
Pour les articles homonymes, voir Ditton.
Thames Ditton est un village du Surrey, en Angleterre. Il est situé dans le nord du comté, près de la limite du Grand Londres, et relève du borough d'Elmbridge.
Le village se trouve sur la rive sud de la Tamise. Trois des îles de la Tamise sont à son niveau : Thames Ditton Island (en), Swan Island et Boyle Farm Island.

## Toponymie
Ditton est un nom d'origine vieil-anglaise désignant une ferme (tūn) située près d'un fossé (dic). Il est attesté sous la forme Dictun en 1005. Dans le Domesday Book, compilé en 1086, le village est appelé Ditune. L'élément Thames, en référence à la Tamise, est ajouté ultérieurement pour distinguer le village de celui voisin de Long Ditton ; sa première apparition (sous la forme Temes Ditton) date de 1235.

## Démographie
Au recensement de 2011, le ward de Thames Ditton comptait 6 307 habitants.